# Перевертень (фільм, 2020)
Перевертень (англ. The Wolf of Snow Hollow) — фільм виробництва США 2020 року. Режисер і сценарист Джим Каммінгс. Продюсери Кетлін Грейс та Метт Хоклотуббе.

## Зміст
Провінційне гірське містечко охоплює неймовірний страх. В часі нового повного місяця тут знаходять трупи жорстоко знівечених людей.
Офіцер Маршал береться за розслідування не підозрюючи, що це змінить його уявлення про сучасний світ. Докази, імовірно, вказують на щось надприродне — перевертень нападає і пожирає своїх жертв.

## Знімалися
- Джим Каммінгс — Джон Маршал
- Рікі Ліндгоум — детективка Джулія Робсон
- Роберт Форстер — шериф Гадлі
- Хлое Іст — Дженна Маршалл
- Джиммі Татро — Пелфрі
- Маршалл Оллмен — Джеремі
- Барбара Віннері — Фейрчайлд